# Kanton Saint-Georges-du-Vièvre
Kanton Kanton Saint-Georges-du-Vièvre (fr. Canton de Kanton Saint-Georges-du-Vièvre) je francouzský kanton v departementu Eure v regionu Horní Normandie. Skládá se ze 14 obcí.

## Obce kantonu
- Épreville-en-Lieuvin
- Lieurey
- Noards
- La Noë-Poulain
- La Poterie-Mathieu
- Saint-Benoît-des-Ombres
- Saint-Christophe-sur-Condé
- Saint-Étienne-l'Allier
- Saint-Georges-du-Mesnil
- Saint-Georges-du-Vièvre
- Saint-Grégoire-du-Vièvre
- Saint-Jean-de-la-Léqueraye
- Saint-Martin-Saint-Firmin
- Saint-Pierre-des-Ifs